# Ordre: Caça sense treva
Ordre: Caça sense treva (títol original: He Walked by Night) és una pel·lícula de cinema negre de procediment policial estatunidenca de 1948 dirigida per Alfred L. Werker i un Anthony Mann sense acreditar. Està doblada al català.
La pel·lícula, rodada en un to semidocumental, es basa lliurement en les accions de la vida real d' Erwin "Machine-Gun" Walker, un antic empleat del departament de policia de Glendale i veterà de la Segona Guerra Mundial que va desencadenar una sèrie de crims, robatoris i tiroteigs a la zona de Los Angeles entre 1945 i 1946.
Durant la producció, l'actor Jack Webb va conèixer l'assessor tècnic policial de la pel·lícula, Marty Wynn, i es va inspirar en una conversa amb Wynn per crear el programa de ràdio Dragnet, que més tard es va convertir en el primer drama de televisió policial modern.
Ordre: Caça sense treva va ser estrenada per Eagle-Lion Films. La pel·lícula destaca pel treball de càmera del reconegut director de fotografia de cinema negre John Alton.

## Argument
A Los Angeles, l'oficial Rob Rawlins, un policia que tornava a casa de la feina, atura un home del qual sospita que és un lladre i és ferit mortalment a trets. Les pistes no porten enlloc. Dos detectius de la policia, Marty Brennan i Chuck Jones, tenen l'encàrrec d'atrapar l'assassí, Roy Morgan, un home misteriós i brillant sense passat criminal conegut.

## Repartiment
- Richard Basehart com Roy Martin/Roy Morgan
- Scott Brady com Sgt. Marty Brennan
- Roy Roberts com capità Breen
- Whit Bissell com Paul Reeves
- James Cardwell com Sgt. Chuck Jones
- Jack Webb com Lee Whitey
- Byron Foulger com Freddie (sense acreditar)
- John Dehner com subdirector de l'Oficina (sense acreditar)
- Kenneth Tobey com detectiu (sense acreditar)
- John McGuire com oficial Robert Rawlins (sense acreditar)
- Reed Hadley com narrador
- Dorothy Adams com mestressa de casa paranoica (sense acreditar)

## Recepció
La revista Variety va emetre una crítica positiva:
Ordre: Caça sense treva és un thriller criminal d'alta tensió, carregat de violència però sorgit amb delicadesa. Els principals guionistes, el director Alfred Werker i un petit però excel·lent repartiment encapçalat per Richard Basehart comparteixen els principals crèdits de l'impacte d'aquesta pel·lícula... Començant a gran velocitat, la pel·lícula augmenta d'impuls fins que la tensió acumulada explota en un poderós crim que no arriba al clímax. Els efectes sorprenents s'aconsegueixen mitjançant el contrapunt de l'enginy de l'assassí per eludir els policies i l'eficàcia policial per portar-lo al registre. El punt culminant de la pel·lícula és la seqüència final que té lloc al sistema de túnels de drenatge de tempestes de LA on l'assassí intenta escapar. Amb aquest paper, Basehart s'estableix com una de les troballes amb més talent de Hollywood dels darrers anys. Eclipsa molt la resta del repartiment, tot i que Scott Brady, Roy Roberts i Jim Cardwell, com a detectius, ho fan amb gran competència. La pel·lícula també està marcada per un treball de càmera realista i una partitura sòlida.

### Premis
- Festival Internacional de Cinema de Locarno : Premi Especial, Millor pel·lícula policial, Alfred L. Werker; 1949.